# Xã Washington, Quận Putnam, Indiana
Xã Washington (tiếng Anh: Washington Township) là một xã thuộc quận Putnam, tiểu bang Indiana, Hoa Kỳ. Năm 2010, dân số của xã này là 2.493 người.